# داستان اسباب‌بازی ۲
داستان اسباب‌بازی ۲ (به انگلیسی: Toy Story 2) فیلمی پویانمایی کمدی ماجراجویی آمریکایی محصول سال ۱۹۹۹ است که توسط استودیوی انیمیشن پیکسار و والت دیزنی پیکچرز تولید شده است. این فیلم دنباله داستان اسباب‌بازی (۱۹۹۵) و دومین دنباله فرنچایز داستان اسباب‌بازی است. این فیلم به کارگردانی جان لستر، با همکاری اش برانون و لی آنکریچ (در اولین کارگردانی بلند آنها) و به تهیه‌کنندگی هلن پاتکین و کارن رابرت جکسون ساخته شده است. فیلمنامه این فیلم توسط اندرو استنتون، ریتا شئو، داگ چمبرلین و کریس وب و داستان آن توسط لستر، استنتون، براون و پیت داکتر نوشته شده است. تام هنکس، تیم آلن، دان ریکلس، جیم وارنی، والاس شاون، جان راتزنبرگر، آنی پاتس، آر. لی ارمی، جان موریس، لاری میت کالف و جف پیجن نقش‌های خود را از فیلم اول داستان اسباب‌بازی تکرار می‌کنند. در این فیلم، وودی توسط یک کلکسیونر حریص اسباب‌بازی دزدیده می‌شود، و این موضوع باعث می‌شود باز لایتیر و دوستانش تلاش کنند او را نجات دهند، اما وودی از ایده جاودانگی در یک موزه وسوسه می‌شود.
دیزنی در ابتدا داستان اسباب‌بازی ۲ را به عنوان یک دنباله فیلم ویدئویی تصور کرده بود. تولید فیلم در یک ساختمان جدا از پیکسار و به مقیاس کوچک آغاز شد، زیرا اکثر کارکنان اصلی پیکسار مشغول کار بر روی فیلم زندگی یک حشره‌ (۱۹۹۸) بودند. هنگامی که حلقه‌های داستان امیدوارکننده به نظر رسیدند، دیزنی تصمیم به ارتقاء فیلم به اکران سینما گرفت، اما پیکسار از کیفیت فیلم ناراضی بود. لستر و تیم داستان در یک هفته‌نامه تمام داستان را دوباره توسعه دادند. گرچه تولید بیشتر فیلم‌های پیکسار سال‌ها طول می‌کشد، تاریخ اکران تعیین شده قابل تغییر نبود و برنامه تولید داستان اسباب‌بازی ۲ در نه ماه فشرده شد.
با وجود مشکلات تولید، داستان اسباب‌بازی ۲ در ۲۴ نوامبر ۱۹۹۹ به اکران درآمد و با موفقیت در باکس آفیس مواجه شد و در نهایت بیش از ۵۱۱ میلیون دلار فروش کرد. این فیلم از سوی منتقدان و تماشاگران مورد استقبال قرار گرفت و به‌طور مشابه با پیشینی خود، امتیاز ۱۰۰٪ را در وب‌سایت راتن تومیتوز کسب کرد. منتقدان آن را به عنوان یکی از معدود دنباله‌هایی می‌دانند که از نسخه اصلی برتر است و به‌طور مکرر در فهرست‌های بهترین فیلم‌های پویانمایی که تاکنون ساخته شده‌اند، قرار می‌گیرد. داستان اسباب‌بازی ۲ به سومین فیلم پرفروش سال ۱۹۹۹ تبدیل شد و پس از جنگ ستارگان: قسمت اول – تهدید شبح و حس ششم قرار گرفت. از جمله جوایز آن، این فیلم جایزه بهترین فیلم موزیکال یا کمدی را در پنجاه و هفتمین مراسم گلدن گلوب دریافت کرد. این فیلم چندین بار در رسانه‌های خانگی منتشر شد و در سال ۲۰۰۹ به‌عنوان نسخه دوباره‌سازی سه بعدی در قالب یک دوگانه بلند با فیلم اول، ۱۰ سال پس از اکران اولیه‌اش، عرضه شد. دنباله دومی به نام داستان اسباب‌بازی ۳ در سال ۲۰۱۰ و دنباله سومی به نام داستان اسباب‌بازی ۴ در سال ۲۰۱۹ منتشر شد.

## داستان
وودی و باز لایتیر به رهبران مشترک اسباب‌بازی‌های اندی تبدیل شده‌اند. اندی برنامه‌ریزی کرده است که وودی را به کمپ کابوی ببرد، اما به‌طور اتفاقی دست او را پاره می‌کند. مادر اندی وودی را بر روی یک قفسه قرار می‌دهد و وودی شروع به ترسیدن از این می‌کند که اندی ممکن است او را دور بیندازد. روز بعد از رفتن اندی، وودی با ویزی، یک عروسک پنگوئن با سوت صدای شکسته که او هم بر روی قفسه قرار دارد، ملاقات می‌کند. پس از نجات ویزی از فروش در یک حراجی خیابانی، وودی توسط یک کلکسیونر اسباب‌بازی طمع‌کار پیدا و دزدیده می‌شود. باز نمی‌تواند جلوی دزدی را بگیرد، اما سرنخ‌هایی پیدا می‌کند که هویت دزد را به عنوان اَل مک‌ویگین، صاحب فروشگاه «انبار اسباب‌بازی اَل»، شناسایی می‌کند. باز، آقای سیب‌زمینی، اسلینکی سگ، رکس و هَم تصمیم می‌گیرند تا وودی را نجات دهند.
در آپارتمان ال، وودی متوجه می‌شود که او بر اساس شخصیت اصلی رانداپ وودی طراحی شده است، یک سریال وسترن محبوب برای کودکان در دهه ۱۹۵۰، و با عروسک‌های شخصیت‌های همکارش - جسی، بولزای اسب و استینکی پیت معدن‌چی آشنا می‌شود. در حالی که ابتدا از ملاقات با آنها خوشحال است، وودی متوجه می‌شود که ال قصد دارد کل مجموعه را به یک موزه اسباب‌بازی در ژاپن بفروشد. او اعلام می‌کند که قصد دارد به خانه‌اش و پیش اندی بازگردد، که باعث ناامیدی گروه می‌شود، زیرا موزه بدون وودی مجموعه را نخواهد گرفت. پس از تعمیر دست وودی، او متوجه می‌شود که جسی توسط صاحبش، امیلی، در حین بزرگ شدنش ترک شده است. از ترس اینکه شاید اندی هم او را ترک کند، وودی تصمیم می‌گیرد به موزه برود.
در همین حال، گروه باز، به انبار اسباب‌بازی ال می‌رسند و به جستجوی وودی می‌پردازند. باز با یک اسباب‌بازی باز با کمربند سودمند مواجه می‌شود و او را به عنوان یک تکاور فضایی واقعی فرض می‌کند؛ بنابراین، باز کمربنددار، باز اندی را به عنوان یک متقلب زندانی می‌کند. باز کمربنددار بعداً با سایر اسباب‌بازی‌های اندی ملاقات می‌کند و فرض می‌کند که آنها در حال انجام مأموریتی برای شکست دشمن دیرینه‌اش، امپراتور زورگ، هستند و به آنها ملحق می‌شود تا به آپارتمان ال بروند. باز اندی موفق به فرار می‌شود و دنبال گروه می‌کند و به‌طور تصادفی یک عروسک زورگ را از جعبه‌اش آزاد می‌کند. زورگ با قصد نابود کردن باز به دنبال او می‌آید.
هر دو بازها و گروه جستجو به آپارتمان ال می‌رسند، اما وودی در ابتدا از بازگشت به خانه با آنها امتناع می‌کند. به محض اینکه سایر اسباب‌بازی‌های اندی می‌روند، وودی دوباره فکر می‌کند و از عروسک‌های رانداپ وودی دعوت می‌کند که با او بروند و به اسباب‌بازی‌های اندی تبدیل شوند. در حالی که جسی با تردید و بولزای با شوق پیشنهاد وودی را می‌پذیرند، پیت از رفتن امتناع می‌کند و مانع خروج دیگران می‌شود؛ زیرا او هرگز با کسی بازی نکرده و مصمم است به موزه برود.
ال به آپارتمان برمی‌گردد و مجموعه رانداپ وودی را به فرودگاه می‌برد. در حالی که باز کمربنددار با زورگ مبارزه می‌کند و با او آشتی می‌کند، باز اندی و سایر اسباب‌بازی‌ها به دنباله چمدان‌های ال به فرودگاه می‌روند. پس از یک تعقیب و گریز طولانی در سیستم جداسازی بار فرودگاه - که در آن پیت دوباره پارگی روی بازوی وودی را ایجاد می‌کند - سایر اسباب‌بازی‌ها پیت را تسلیم می‌کنند و درسی دربارهٔ بازی کردن به او می‌آموزند و او را در کوله‌پشتی دختر کوچکی به نام امی می‌گذارند تا او بتواند با باربی بازی کند. آن‌ها بولزای را نجات می‌دهند، اما جسی به داخل هواپیما منتقل می‌شود. وودی، باز و بولزای به‌طور مشترک برای نجات او تلاش می‌کنند درست زمانی که هواپیما به پرواز درمی‌آید. سپس اسباب‌بازی‌ها به خانه اندی برمی‌گردند.
اندی از کمپ کابوی بازمی‌گردد، با جسی و بولزای بازی می‌کند و وودی و ویزی را تعمیر می‌کند. ال در تلویزیون به خاطر از دست دادن معامله پرسود با موزه اسباب‌بازی غمگین است. وودی به بازمی‌گوید که دیگر از این بابت نمی‌ترسد که اندی به او بی‌توجهی کند؛ زیرا حتی اگر چنین اتفاقی بیفتد، او و باز برای همیشه دوست خواهند بود و «برای همیشه و فراتر از آن» خواهند ماند.

## صدا پیشگان
- تام هنکس در نقش وودی
- تیم آلن در نقش باز لایتیر.
- جون کیوسک در نقش جسی
- کلسی گرمر در نقش جوینده طلا
- دون ریکلس در نقش آقای سیب زمینی.
- جیم وارنی در نقش سگ دزدکی.
- والس شاون در نقش رکس.
- جان راتزبرگ در نقش قلک خوکی
- مادلین سوئیتن (صداپیشهٔ نقش‌های فرعی)
- صداپیشگان دوبله فارسی
- محمدرضا صولتی در نقش وودی،معدن یاب(جوینده طلا) و تعمیر کار عروسک ها
- حامد عزیزی در نقش بازلایتیر
- آرزو آفری در نقش اندی و جسی
- وحید رونقی در نقش آقای سیب زمینی و اَل
- مینا مومنی در نقش خانم سیب زمینی
- علیرضا طاهری در نقش گروهبان
- کیوان عسگری در نقش امپراتور زورگ
- ساناز غلامی در نقش باربی

## نمایش دوباره

پوستر فیلم‌ها جهت اکران مجدد اکتبر ۲۰۰۹ - عبارت روی پوستر: ۱ بلیت ۲ فیلم ۳ بعدی

داستان اسباب بازی ۲ در ۱۳ نوامبر ۱۹۹۹ اکران شد. اما در جوئن ۲۰۱۰ بعد از ۱۱ سال به همراه قسمت سوم این انیمیشن با عنوان داستان اسباب بازی ۳ روی سیستم جدید سه بعدی رفت.

## موفقیت موسیقی
داستان اسباب بازی ۲ به خاطر ترانه ساخته رندی نیومن با عنوان(When she loved me)یا وقتی او مرا دوست داشت در جوایز اسکار آکادمی نامزد بهترین ترانه شد. هرچند که مقابل ترانه کارتون تارزان باخت.

## جوایز
- هفتاد و دومین دوره جوایز اسکار

| قسمت         | نامزد      | نتیجه    |
| ------------ | ---------- | -------- |
| بهترین ترانه | رندی نیومن | نامزدشده |

- بیست و هشتمین دوره جوایز آنی

| قسمت                                   | نامزد                                                                             | نتیجه    |
| -------------------------------------- | --------------------------------------------------------------------------------- | -------- |
| بهترین دستاورد برجسته در استوری بردینگ | دن جیپ و جو رانفت                                                                 | برنده    |
| بهترین دستاورد برجسته در نویسندگی      | جان لستر، پیت داکتر، اش برانون، اندرو استنتون، ریتا هسیائو، داگ چمبرلین و کریس وب | برنده    |
| بهترین دستاورد برجسته در موسیقی        | رندی نیومن                                                                        | برنده    |
| بهترین دستاورد برجسته در صداپیشگی زن   | جون کیوسک                                                                         | برنده    |
| بهترین دستاورد برجسته در صداپیشگی مرد  | تیم آلن                                                                           | برنده    |
| بهترین دستاورد برجسته در انیمیشن شخصیت | داگ سویتلند                                                                       | نامزدشده |
| بهترین دستاورد برجسته در طراحی تولید   | ویلیام کون و جیم پیرسون                                                           | نامزدشده |
| بهترین دستاورد برجسته در کارگردانی     | جان لستر، لی آنکریچ و اش برانون                                                   | برنده    |
| بهترین فیلم انیمیشن بلند               | داستان اسباب بازی ۲                                                               | برنده    |

- پنجاه و هفتمین مراسم گلدن گلوب

| قسمت                        | نامزد      | نتیجه    |
| --------------------------- | ---------- | -------- |
| بهترین فیلم موزیکال یا کمدی |            | برنده    |
| بهترین ترانه اصلی           | رندی نیومن | نامزدشده |